# ミッション系大学
ミッション系大学（ミッションけいだいがく、英: Christian college）は、キリスト教に関係がある組織や、関係の深い人物が設立した機関や団体によって設置運営されている大学の総称である。海外ではクリスチャン・カレッジ（Christian college）と呼ばれることもあり、多くはキリスト教の宗派に所属または運営されているが、宗派に属さない大学もあり、さまざまな形態の学校がある。アメリカ最古の大学であるハーバード大学やコロンビア大学などアイビー・リーグに所属する多くの名門大学も、当初はキリスト教の聖職者の育成のために設立され、学内には教会もあり、アメリカのリベラル・アーツ・カレッジも当初は社会のリーダーとなる聖職者の育成のために設立された大学である。
日本には2つの形態があり、第一の形態として、多くは欧米諸教会の海外伝道局（ミッション）によって設立され、キリスト教系大学ともいわれる。明治期にはミッションスクールと呼ばれていたことから、キリスト教系学校の代名詞として現在でも使われており、近年では、ミッションからの独立が進みキリスト教主義学校となっている。また、第二の形態として、キリスト教に関係した日本人によって、ミッションとは関係なく当初から組織立って設立運営された学校もある。
以下では日本のミッション系大学（キリスト教系大学）について取り扱う。

## 概説
1858年7月29日（安政5年6月19日）に日米修好通商条約が締結され、初代駐日米国総領事のタウンゼント・ハリスが加えた第8条により、外国人居留地内における信教の自由と教会の設立が認められ、宣教師の来日が可能となった。ニューヨーク市立大学シティ・カレッジを創設した教育者でもあったハリスは、「日本で伝道を成功させるに、最初に派遣される宣教師が慎重堅忍よく慮って、熱心に駆られて行き過ぎることのない様に自制して働くことが必要で、英語を教える学校を開き、あるいは医師が診療事業を開始するなどは伝道上の良策である。」と述べ、その後来日する宣教師らの伝道姿勢に活かされることとなった。開国にともない来日した宣教師らは訪日外国人向けの活動を行いつつも、未だ日本人への宣教活動は禁止されていたことから、日本語の修得に加えて日本文化の研究を進める中、ハリスの支援の下で英学塾を開いて英語教授を行い、医師である宣教医らは医療活動を行った。
一方、開国した日本では、オランダ、中国以外との外交業務が増えるに従い、これまでの阿蘭陀通詞（オランダ語通訳）と唐通事（中国語通訳）の養成よりも、英語の通訳と英語に通じた役人の養成が必要となり、江戸幕府は宣教師らに英語を教えるように要請し、宣教師らはこれに応じて、私塾で教えたほか、幕府が開設した『長崎英語伝習所』や『横浜英学所』で教鞭を執った。
明治維新後もキリスト教の禁教政策は続いたが、 1871年（明治4年）からの岩倉使節団の海外訪問と不平等条約改正の予備交渉に伴い、キリスト教徒への非人道的な行為が非難され、信仰の自由を認めることを求められたことにより、1873年（明治6年）2月24日に、明治政府がキリシタン禁制の高札を撤廃し、以後、外国人宣教師による伝道活動が活発化し、英学塾は後のミッションスクールに発展し、現在のキリスト教系大学の基礎をつくった。

また、日本の女子教育の発展において、上述の1873年（明治6年）のキリスト教の解禁以降に欧米のキリスト教宣教師たちが果たした役割は大きく、今日に至る女子諸学校に連結しているものが多数存在する。プロテスタントのミッションが、官立中等教育機関が男子中心に整備されつつある中で、英学を導入するに伴い、男子校だけでなく、女子の教育機関を各地に設立して日本における女子教育を普及させたことは日本の教育史において大きな存在となっている。
日本の大学の約10％がキリスト教主義の大学であるが、日本にはクリスチャンは1％以下であることから、多くのキリスト教主義学校において、教授をはじめ学生のほとんどがクリスチャンではない。
プロテスタント系大学（キリスト教学校教育同盟）が56大学、カトリック系大学（日本カトリック学校連合会）が20大学を数える。
全て西方教会系のものであり、東方教会（正教会・東方諸教会）系のものは日本には存在しない。

## 教育の特徴
教育理念、建学の精神、スクールモットー
「キリスト教精神に基づいた教育」が行われることが記載されている。
- （例）青山学院の教育は、永久にキリスト教の信仰にもとづいて、おこなわれる（青山学院大学）[15]
- （例）キリスト教による人格教育（明治学院大学）[16]

聖句や、それにまつわるキーワード（奉仕、信仰、隣人愛、地の塩、世の光など）を用いるケースが多く、学部の教育やカリキュラム作成などを通じて具体化している。
キリスト教関連科目
「キリスト教学」などキリスト教に関連する科目が設置されていることがあるが、大学におけるキリスト教教育の特徴を「教師の指導の及ぶ範囲」という観点で捉えると、小・中・高での強制力の働く教育とは違って、大学は支援や援助、サポートなどを行うが、あくまで教育活動は学生が主体であり、学校側としてキリスト教教育に関して強制しないスタンスをとっている大学が多い。
中には、青山学院大学や明治学院大学など「キリスト教主義の学校を選び、入学した証」として、キリスト教に関する知識をつけるために必修科目として設定している大学もあり、青山学院大学で全学生必修になっている「キリスト教概論」では、講義で聖書の内容について勉強するとともに、礼拝に複数回参加し、「チャペルレポート」を提出することが必須になっている。
今日のキリスト教学校のほとんどで、キリスト者の教員が減少しており、学校によっては「信仰の有無」に関わらず、教員もキリスト教の行事に参加するよう求められるケースも出ているが、実際上、キリスト教信仰をもたない教員抜きに学校のキリスト教教育を実践することは不可能となっている。

## 学生生活
学校礼拝や、キリスト教に関する活動やサークル（ボランティア活動、キャンプ、聖歌隊など）が行われていることが多い。
前述の通り、キリスト教主義の学校で学ぶ学生の多くがクリスチャンではないが、キリスト教を学ぶ講義などを通じて、キリスト教に興味を持つ者もいる。

## チャペル（礼拝堂）
多くのキリスト教主義に基づく大学には、学内にチャペル（礼拝堂）が設置されており、日々の礼拝やクリスマス行事などのほか、チャペルコンサートや講演会など様々な活動で利用されている。また、チャペル（礼拝堂）が設置されている多くの大学では、卒業生や教職員などのために、結婚式も行われている。
キリスト教主義の基づいていない大学でも、学内にチャペル（礼拝堂）がある例もある。福澤諭吉が1868年（慶応4年）4月に、英国国教会（聖公会）が設立したパブリックスクールのキングス・カレッジ・スクールをモデルとして創設した慶應義塾大学の日吉キャンパスには、『慶應義塾大学キリスト教青年会館』（日吉チャペル、YMCAチャペル）が設置されている。同会館はウィリアム・ヴォーリズが設計した建物で、横浜市登録歴史的建造物に指定されている。

また、同大学の三田キャンパスにも、かつて英国国教会（聖公会）の宣教師であるアーサー・ロイド（慶応義塾教授、立教学院総理）が1887年（明治20年）6月に創設した『喜望教会』が設置されていた。その後、喜望教会は、1912年（大正元年）11月2日に、聖ステパノ教会と聖十字教会を合わせた3つの教会で合同して芝・白金三光町の地で三光教会となり、1940年（昭和15年）に現在の品川区旗の台に移転した。翌1941年（昭和16年）には、教会に隣接して香蘭女学校が移転している。
早稲田大学においても、かつて大学のキャンパスでもあった『早稲田奉仕園』の園内にある歴史的建造物のスコットホールに礼拝堂が設けられており、早稲田教会が礼拝を捧げている。早稲田奉仕園は、大隈重信が米国バプテスト教会の宣教師ハリー・ベニンホフに依頼して設立されたキリスト教主義に基づく施設で、早稲田大学の国際化の一翼を担っている。1921年（大正10年）に竣工したスコットホールもヴォーリズ建築事務所が設計原案を担当した建物である。

## 教派別大学一覧等

### プロテスタント

#### ルーテル教会
- ルーテル学院大学
- 九州ルーテル学院大学

#### 改革派・長老派教会
- 明治学院大学
- フェリス女学院大学
- 東北学院大学
- 宮城学院女子大学
- 北星学園大学
- 北陸学院大学
- 金城学院大学
- 梅光学院大学
- 大阪女学院大学
  - 大阪女学院短期大学
- 四国学院大学
- 聖隷クリストファー大学

#### 会衆派教会
- 梅花女子大学 - 梅本町公会、浪花公会により日本人による自給のキリスト教主義学校として設立された。従って本来の意味のミッション系ではない。
- 同志社大学 - 設立当初はアメリカン・ボードの影響下にあり、のちに自立したキリスト教主義学校である。
- 同志社女子大学 - 同上。
- 敬和学園大学
- 神戸女学院大学
- 共愛学園前橋国際大学
- 松山東雲女子大学
- 頌栄短期大学
- 新島学園短期大学 - 同志社創立者新島襄の教育方針に共鳴した新島の出身地に地元有志により設立されたキリスト教主義の学校であり、本来の意味のミッション系ではない。

#### バプテスト教会
- 関東学院大学
- 西南学院大学
- 西南女学院大学
- 尚絅学院大学
- 姫路日ノ本短期大学

#### メソジスト
- 関西学院大学
- 青山学院大学
- 鎮西学院大学
- 福岡女学院大学
  - 福岡女学院大学短期大学部
- 福岡女学院看護大学
- 弘前学院大学
- 広島女学院大学
- 活水女子大学
- 名古屋学院大学
- 酪農学園大学
- 静岡英和学院大学
  - 静岡英和学院大学短期大学部
- 東洋英和女学院大学
- 山梨英和大学
- 大阪キリスト教短期大学 - 日本フリーメソジスト教団系列

#### 日本基督教団・その他
- 中部学院大学 - 岐阜済美学院を母体とするキリスト教主義大学。
  - 中部学院大学短期大学部
- 茨城キリスト教大学 - キリストの教会（チャーチ・オブ・クライスト、無楽器派）の神学校が母体。
- 聖学院大学 - ディサイプルス派の神学校が母体。
- 恵泉女学園大学 - 河井道により、キリスト教の布教のためではなく女性教育の為に設立されたので、ミッションスクールではない。
- 盛岡大学
- 長崎外国語大学
- 国際基督教大学
- 東京女子大学
- 東京基督教大学 - 日本同盟基督教団を中心とする複数の福音派プロテスタント教団による運営。
- 東京神学大学 - 合同教会である日本基督教団立の神学大学。
- 聖和大学 - 組合教会系の神戸女子神学校とメソジスト教会系のランバス女学院が合同したもの。
- 神戸教育短期大学 - 母体となっている学校法人夙川学院の教育基本理念にはキリスト教精神が導入されている。

### 聖公会
- 桃山学院大学
- 立教大学
- 神戸松蔭大学
- 神戸国際大学
- 聖路加国際大学
- 平安女学院大学
- 名古屋柳城女子大学
- 名古屋柳城短期大学

### カトリック教会
カトリックの教会法によると、「カトリック学校」「カトリック大学」と名乗れるのは所轄の司教の認可を受けた学校のみである(Can.803 § 3, Can.808)。
以下、（）内は設立・運営母体となる修道会・宣教会
- 藤女子大学（殉教者聖ゲオルギオのフランシスコ修道会（英語版））
- 天使大学（マリアの宣教者フランシスコ修道会）
- 仙台白百合女子大学（シャルトル聖パウロ修道女会）
- 上智大学（イエズス会）
  - 上智大学短期大学部
- 聖心女子大学（聖心会）
- 清泉女子大学（聖心侍女修道会）
- 白百合女子大学（シャルトル聖パウロ修道女会）
- 東京純心大学（長崎純心聖母会）
- 清泉大学（聖心侍女修道会）
  - 清泉大学短期大学部
- 南山大学（神言会）
  - 南山大学短期大学部
- 京都ノートルダム女子大学（ノートルダム教育修道女会）
- 神戸海星女子学院大学（マリアの宣教者フランシスコ修道会）
- ノートルダム清心女子大学（ナミュール・ノートルダム修道女会（英語版））
- エリザベト音楽大学（イエズス会）
- 聖カタリナ大学（聖ドミニコ宣教修道女会）
  - 聖カタリナ大学短期大学部
- 聖マリア学院大学
- 長崎純心大学（長崎純心聖母会）
- 鹿児島純心大学（長崎純心聖母会）
- 聖マリアンナ医科大学
- 青森明の星短期大学（聖母被昇天修道会）
- 聖霊女子短期大学（聖霊奉侍布教修道女会）
- 聖園学園短期大学（聖心の布教姉妹会）
- 桜の聖母短期大学（コングレガシオン・ド・ノートルダム）
- 星美学園短期大学（扶助者聖母会）
- 大阪信愛学院大学（ショファイユの幼きイエズス修道会）
- 大阪信愛学院短期大学（ショファイユの幼きイエズス修道会）
- 和歌山信愛短期大学（ショファイユの幼きイエズス修道会）
- 久留米信愛短期大学（ショファイユの幼きイエズス修道会）

### その他
- 津田塾大学 - 創立者の津田梅子がクリスチャンで、学内にチャペルがあるが、伝道を目的とはしておらず、いわゆるミッションスクールとは異なる。
- 日本女子大学 - ミッションスクールではないが、創立者の成瀬仁蔵がクリスチャンで、アメリカでの生活を含めキリスト教の考えに触れ、日本で女子高等教育機関を設立することを決意し学校を創立。成瀬は梅花女学校（現・梅花女子大学）の校長も務めた。
- 玉川大学 - ミッションスクールではないが創立者が日本キリスト教団のクリスチャンだったこともあり、教育の一部にキリスト教の考えを用いている。また、キャンパス内に礼拝堂がある。
- 洗足学園音楽大学 - ミッションスクールではないが創立者がクリスチャンであり、校名は聖書に由来。
- 八戸学院大学・八戸学院大学短期大学 -　ミッションスクールではないが、創立者がカトリックの信者であり、図書館にチャペルを併設している。宗教学・キリスト教概論を必修としている。
- 三育学院大学 - セブンスデー・アドベンチスト教会が設立した大学である。自身としてはプロテスタントの一派と称しているが、キリスト教系新宗教とみなす場合もある。神学校の専門学校三育学院カレッジを併設。
- 北海道大学 - 国立大学であってミッションスクールではないが、創立期においてクラーク博士によるキリスト教の精神に基づく教育が施され（札幌バンド）、現在でもその理念は継承されている。宗教文化士資格も取得できる。前身の札幌農学校卒業生でクエーカー教徒である新渡戸稲造に因んだ「新渡戸カレッジ」も開講している。
- 自由学園 - 制度上各種学校扱いだが、「最高学部」で実質4年制大学・短期大学と同様の課程を実施。

### 教派や教義に基づいていない研究機関
- 京都大学 - 国立大学で唯一、文学部人文学科と大学院文学研究科思想文化学専攻内にキリスト教学専修がある。同専修は1922年（大正11年）に創設され、特定の信仰や教義に基づくことなく、学問的・批判的に、自由で真摯な精神のもとに、キリスト教の歴史と思想の全分野にわたる研究と教育を行っている[31]。